# دنی وارگاس
دنی وارگاس (انگلیسی: Denny Vargas؛ زادهٔ ۱۲ اوت ۱۹۹۰) بازیکن فوتبال اهل جمهوری دومینیکن است.
وی همچنین در تیم ملی فوتبال Dominican Republic بازی کرده‌است.